# Gail Greenough
Gail Greenough (Edmonton, 7 de marzo de 1960) es una jinete canadiense que compitió en la modalidad de salto ecuestre. Ganó una medalla de oro en el Campeonato Mundial de Saltos Ecuestres de 1986, en la prueba individual.

## Palmarés internacional
| Campeonato Mundial | Campeonato Mundial | Campeonato Mundial | Campeonato Mundial |
| Año                | Lugar              | Medalla            | Categoría          |
| ------------------ | ------------------ | ------------------ | ------------------ |
| 1986               | Aquisgrán (RFA)    | Medalla de oro     | Individual         |